# Jackie Ridgle
Jackie Lendell Ridgle (Altheimer, Arkansas, 13 de febrero de 1948-Richmond, California, 26 de agosto de 1998) fue un jugador de baloncesto estadounidense que disputó una temporada en la NBA, y otra más en la liga alemana. Con 1,93 metros de estatura, jugaba en la posición de base.

## Trayectoria deportiva

### Universidad
Jugó durante tres temporadas con los Golden Bears de la Universidad de California en Berkeley, en las que promedió 17,9 puntos y 8,8 rebotes por partido. En sus dos últimas temporadas fue incluido en el segundo mejor quinteto de la Pacific-8 Conference, obteniendo una mejor marca anotadora ante Arizona State, con 36 puntos. En ambas temporadas ganó también el NIBS Price Award, que premia al mejor jugador del equipo.

### Profesional
Fue elegido en la cuadragésimo primera posición del Draft de la NBA de 1971 por Cleveland Cavaliers, y también por los The Floridians en el puesto 133 del Draft de la ABA, fichando por los primeros.
Jugó una única temporada con los Cavs, en la que apenas contó para su entrenador, Bill Fitch, que lo hizo saltar a la cancha en 32 partidos, promediando 1,8 puntos. Jugó una temporada más en el Bayer Giants Leverkusen de la liga alemana antes de retirarse. Falleció en 1998 víctima de un cáncer de pulmón.

## Estadísticas de su carrera en la NBA

### Temporada regular
| Temporada | Edad | Equipo              | Liga | P  | TIT | MIN | TC  | TCA | %TC  | 3P | 3PA | %3P | TL  | TLA | %TL  | R.OF. | R.DEF. | REB | ASIS | ROB | TAP | PER | FP  | PTS |
| 1971-72   | 23   | Cleveland Cavaliers | NBA  | 32 |     | 3.3 | 0.6 | 1.4 | .432 |    |     |     | 0.6 | 0.8 | .731 |       |        | 0.5 | 0.2  |     |     |     | 0.5 | 1.8 |
| Total     |      |                     | NBA  | 32 |     | 3.3 | 0.6 | 1.4 | .432 |    |     |     | 0.6 | 0.8 | .731 |       |        | 0.5 | 0.2  |     |     |     | 0.5 | 1.8 |